# Середньочеський кубок з футболу 1933
Середньочеський кубок 1933 (чеськ. Stredoceský Pohár 1933) — шістнадцятий розіграш футбольного кубку Середньої Чехії. Переможцем змагань втретє став клуб «Вікторія» (Жижков).

## Результати матчів
«Богеміанс» — «Славія» (Прага) — 1:3 (? — Пуч-3)
1/4 фіналу
«Кладно» — «Славія» (Прага) — 5:2 (? — Копецький, Пуч)
1/2 фіналу
- Кладно — «Вікторія» (Жижков) — 3:4 (Прохаска, Громадка, Боушка-пен — Грушка-4)
  - Кладно: Тихий, Ф.Неєдлий, Габр, Боушка, Краус, Черний, Врага, Прохаска, Плетиха, Й.Юнек, Громадка
  - Вікторія: Бенда, Сухий, Стейнер, Моурек, Тоула, Давідек, Нолий, Грушка, Пруша, Заїчек, Прокоп
- «Лібень» — «Спарта» (Прага) — 0:2 (Брен, 49, 85)
  - Лібень: Бєлік, Воржишек, Стейскал, Гіллер, Кржижек, Воцет, Гейдик, Єглічка, Гайзлер, Гайтман
  - Спарта: Кленовець, Бургр, Чтиржокий, Коштялек, Боучек, Србек, Пелцнер, Сильний, Брен, Неєдлий, Калочаї

## Фінал
| 1.10.1933 |

| «Вікторія» (Жижков)           | 2 — 1 | «Спарта» (Прага) |
| ----------------------------- | ----- | ---------------- |
| Стейнер 20' (пен.) Заїчек 69' | звіт  | 88' Клоз         |

| Арбітр: Кубік (Кладно) |

Вікторія: Бенда, Сухий, Стейнер, Моурек, Тоула, Давідек, Нолий, Грушка, Пруша, Заїчек, Прокоп
Спарта: Ледвина, Бургр, Чтиржокий, Коштялек, Боучек, Србек, Пелцнер, Клоз, Неєдлий, Сильний, Калочаї